# Russian Journal of Physical Chemistry A
Russian Journal of Physical Chemistry A (Zhurnal fizicheskoi khimii) is een Russisch, aan collegiale toetsing onderworpen wetenschappelijk tijdschrift op het gebied van de fysische chemie.
De naam wordt in literatuurverwijzingen meestal afgekort tot Russ. J. Phys. Chem.
Het tijdschrift is opgericht in 1959 en wordt uitgegeven door MAIK Nauka/Interperiodica in samenwerking met Springer Science+Business Media.